# 西サハラの行政区画

西サハラの実効支配ベースの行政区分を描いた図。縦に走る「砂の壁」以東はポリサリオ戦線（サハラ・アラブ民主共和国）が統治。「砂の壁」以西はモロッコが統治し3つの地方に分ける。

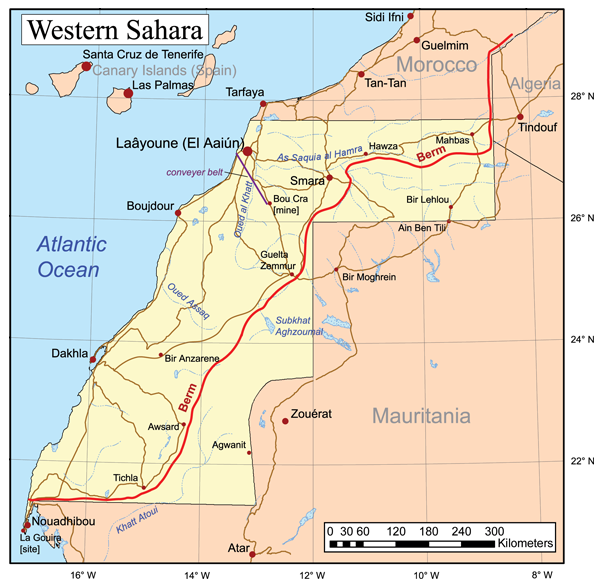
西サハラの地図。赤色の線は砂の壁。

本項では、西サハラの行政区画について解説する。
西サハラ（旧スペイン領サハラ）は、その領域を国土とするサハラ・アラブ民主共和国と、自国の一部とみなすモロッコ王国とによって、領有が主張されている。領域の主要部分はモロッコが実効支配し、その東縁に「砂の壁」を築いている。亡命政権となっているサハラ・アラブ民主共和国は「砂の壁」以東の「解放区」を統治する（西サハラ問題参照）。

## サハラ・アラブ民主共和国による行政区画
サハラ・アラブ民主共和国（ポリサリオ戦線）は、4つのウィラーヤ（地方）を使用している。
名目上、西サハラの首都はアイウン（ラユーン）であるが、サハラ・アラブ民主共和国は隣国アルジェリアのティンドゥフに事実上の首都機能を置き、西サハラ領域内のティファリティを臨時首都としている（2008年以前はビル・ラフルーを臨時首都としていた）。
| 地方名         | 中心都市   | 人口 (1994年) | 面積 (km²) | 人口密度 |
| -------------- | ---------- | ------------- | ---------- | -------- |
| アイウン地方   | アイウン   | 113,411       | 39,360     | 2        |
| スマラ地方     | スマラ     | 20,480        | 61,760     | 0.3      |
| アルセード地方 | アルセード | 8,481         | 100,120    | 0.08     |
| ダフラ地方     | ダフラ     | 21,496        | 50,880     | 0.4      |

## モロッコによる行政区画

モロッコの行政区画

西サハラの主要地域を実効支配（もしくは不法占拠）しているモロッコは、西サハラの領域を南部諸州と呼んでいる。
モロッコは数度にわたって行政区画の改変を行っている。2015年以後、西サハラの領域は3つの地方に分けられており（番号は右図に対応）、その下に州が置かれている。
- 10. ゲルミン＝オウィド・ノウン地方 - 首府：ゲルミン（西サハラの領域外）
- 11. ラユーン＝サキア・エル・ハムラ地方 - 首府：アイウン（ラユーン）
- 12. ダフラ＝オウィド・エッ＝ダハブ地方 - 首府：ダフラ

うち、ダフラ＝オウィド・エッ＝ダハブ地方とゲルミン＝オウィド・ノウン地方は、西サハラ領域外にまたがる行政区画である。